# Ivan Osiier
Ivan Joseph Martin Osiier (16. prosince 1888 Kodaň – 23. září 1965 tamtéž) byl dánský sportovní šermíř a veslař, občanským povoláním lékař. Byl členem kodaňského klubu Fægteklubben af 1907, trénoval ho Leonce Mahaut. Získal 25 titulů mistra Dánska a 13 titulů mistra Skandinávie ve fleretu, kordu i šavli. V rozmezí let 1908–1948 se zúčastnil sedmi olympijských her, největším úspěchem byla stříbrná medaile v kordu na Letních olympijských hrách 1912. Byl židovského původu, olympijské hry v Berlíně v roce 1936 bojkotoval na protest proti nacistickému režimu, druhou světovou válku přežil v exilu ve Švédsku. Jeho manželka Ellen Osiierová vyhrála soutěž fleretistek na olympiádě 1924 a stala se tak první ženskou olympijskou vítězkou v šermu. Po ukončení kariéry zastával Osiier funkci předsedy Dánské šermířské federace, obdržel Olympijský čestný diplom a byl jmenován do Mezinárodní síně slávy židovského sportu.